# جون بي. فيلتون
جون بي. فيلتون هو سياسي أمريكي، ولد في 1827 في Saugus, Massachusetts ‏ في الولايات المتحدة، وتوفي في 2 مايو 1877. نشط حزبياً في الحزب الجمهوري.